# Bare (Knić)
Pour les articles homonymes, voir Bare.
Bare (en serbe cyrillique : Баре) est un village de Serbie situé dans la municipalité de Knić, district de Šumadija. Au recensement de 2011, il comptait 320 habitants.

## Démographie

### Évolution historique de la population
| 1948 | 1953 | 1961 | 1971 | 1981 | 1991 | 2002 | 2011 |
| ---- | ---- | ---- | ---- | ---- | ---- | ---- | ---- |
| 752  | 743  | 688  | 610  | 520  | 439  | 390  | 320  |

|  |